# Zeeborstel-kroonslak
De zeeborstel-kroonslak (Doto hydrallmaniae) is een slakkensoort uit de familie van de kroonslakken (Dotidae). De wetenschappelijke naam van de soort werd in 1992 voor het eerst geldig gepubliceerd door Morrow, Thorpe & Picton.

## Beschrijving
De zeeborstel-kroonslak is een kleine (lengte tot 15 mm) Doto-zeenaaktslak, met donkerrode pigmentvlekken op de cerata en met veel onderhuidse witte klieren in de toppen van de tuberkels. Rug met 7 paar papillen met tuberkels in tot 5 concentrische cirkels. Het lichaam en de cerata zijn wit, met verspreide, langwerpige, slecht gedefinieerde pigmentvlekken op het lichaam. Er is een opvallend cirkelvormig gebied vrij van pigment rond de basis van de cerata. De spijsverteringsklier in de cerata is grijsbruin van kleur. De in het voorjaar uitgezette eisnoeren vertonen de typische Doto-vorm, een wit tot vuilwit lint dat soms enigszins compact opgevouwen als een harmonica tegen hoofdas van het voedsel wordt afgezet.

## Verspreiding
De zeeborstel-kroonslak komt voor langs de Britse en Ierse kusten, met name het bij het eiland van Man in de Ierse Zee. Voor zover bekend vormt Nederland de enige continentale Europese vindplaats. De soort voedt zich met de hydroïdpoliep zeekrul (Hydrallmania falcata), een soort die met name voorkomt in de westelijke Oosterschelde.   